# Carl Verbraeken

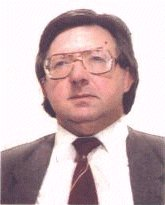
Carl Verbraeken

Carl Verbraeken (* 18. September 1950 in Wilrijk Antwerpen) ist ein belgischer Komponist, Pianist und Musikpädagoge.

## Leben und Werdegang
Carl Verbraeken erhielt erste musikalische Diplome am Konservatorium Antwerpen. Danach machte er 1972 einen Abschluss im Fach Ingenieurwissenschaften an der Universität Löwen, wo er anschließend promovierte. 1975 entschied er sich eine musikalische Laufbahn einzuschlagen, er begann Studien am Königlichen Konservatorium Brüssel. Er erlangte nacheinander Abschlussdiplome in Musikgeschichte und Harmonielehre (1976), Klavier (1977), Kammermusik (1978), Kontrapunktik und Klavierbegleitung (1979), Fuge (1982) und Kompositionslehre (1987). Von 1987 bis 2016 war Verbraeken Direktor der Musikakademie in Sint-Pieters-Woluwe.
Nach seinen Studien war er bis 1989 Dozent für Angewandte Harmonielehre am Königlichen Konservatorium in Brüssel. Verbraeken komponierte rund 1000 Werke für Klavier, Kammermusik und Orchester, wovon ein großer Teil Werke mit pädagogischem Charakter für seine Schüler sind.
Seit 2011 ist er Vorsitzender der Union der belgischen Komponisten.